# Lamprosema acrobasella
Lamprosema acrobasella là một loài bướm đêm trong họ Crambidae.